# عبد الغني أبو العزم
عبد الغني أبو العزم أكاديمي وكاتب ولغوي مغربي من مواليد 12 أبريل 1941.
تندرج اهتماماته بصناعة المعاجم وطرق معالجة اللغة العربية آليا، وهو صاحب «معجم الغني»، كما يهتم بكتابة الرواية ومزاولة الترجمة، خصوصاً ما يتعلق منها في شؤون المغرب الثقافية والسياسية، أو من تحقيقاته في التراث العربي.

## مسيرته
حصل الدكتور أبو العزم على الماجستير من جامعة السوربون في الفكر الإسلامي، ودكتوراه الدولة من جامعة الحسن الثاني في المعجميات، وسبق أن نال جائزة المغرب للكتاب في صنف الابداع لعام 1996. وكان تولى مسؤولية «وحدة البحث والتكوين في علوم اللغة العربية والمعجميات»، كما رأس «مركز التواصل والبحث الثقافي» و«الجمعية المغربية للدراسات المعجمية»، ويرأسها حالياً.
ومن بين كتبه المنشورة «المنهج والنص: مدخل إلى التحليل الإحصائي اللغوي للنصوص الأدبية»، و«ألف سنة من حياة اليهود بالمغرب» (ترجمة)، و«المعجم المدرسي أسسه ومناهجه»، و«المعجم الصغير»، و«معجم تصريف الأفعال»، و«أعز ما يطلب» للمهدي بن تومرت (تحقيق)، و«الثقافة والمجتمع المدني» وروايتا «الضريح» و«الضريح الآخر»، و«ظلال البيت القديم» (قصص). وكان آخر ما صدر له كتاب «المعجم اللغوي التاريخي، منهجه ومصدره».

## من أعماله
- النص والمنهج: مدخل إلى التحليل الإحصائي اللغوي للنصوص الأدبية
- الضريـح: سيرة ذاتية روائية، مؤسسة الغني للنشر، الرباط، 1994
- الثقافة والمجتمع المدنـي، منشورات شراع، 1996
- معجم الغني، مؤسسة الغني للنشر

## روابط خارجية
- صفحة عبد الغني أبو العزم على موقع goodreads.com